# Murallas de la ciudad de Lubin

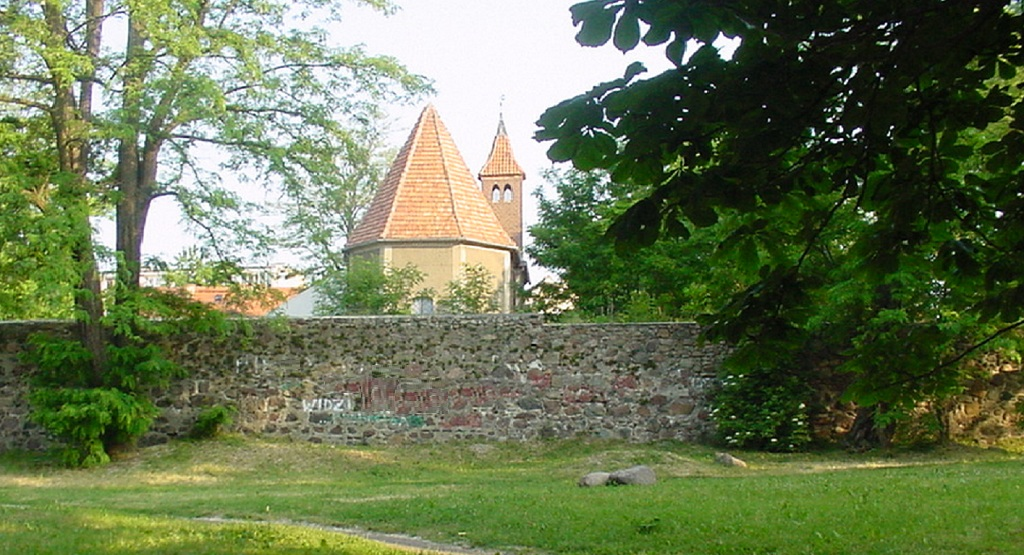
Muralla de la ciudad en la colina del castillo, en el fondo la capilla del castillo.

Las murallas de la ciudad de Lubin fueron construidas en el siglo xiv, probablemente en lugar de los antiguos terraplenes a la tierra reforzados con una empalizada, y que, rodeando la ciudad, cumplían una función defensiva. La construcción intensiva de las murallas de la ciudad tuvo lugar entre los años 1348-1358. Éstos eran los tiempos de la época justo antes y durante la Guerra civil entre los hijos de Boleslao III el Generoso en cuando Lubin era la residencia del Príncipe Luis I. La construcción de las murallas de la ciudad se terminó en la segunda mitad del siglo xiv y entonces se incluyeron en el sistema de defensa de la ciudad.

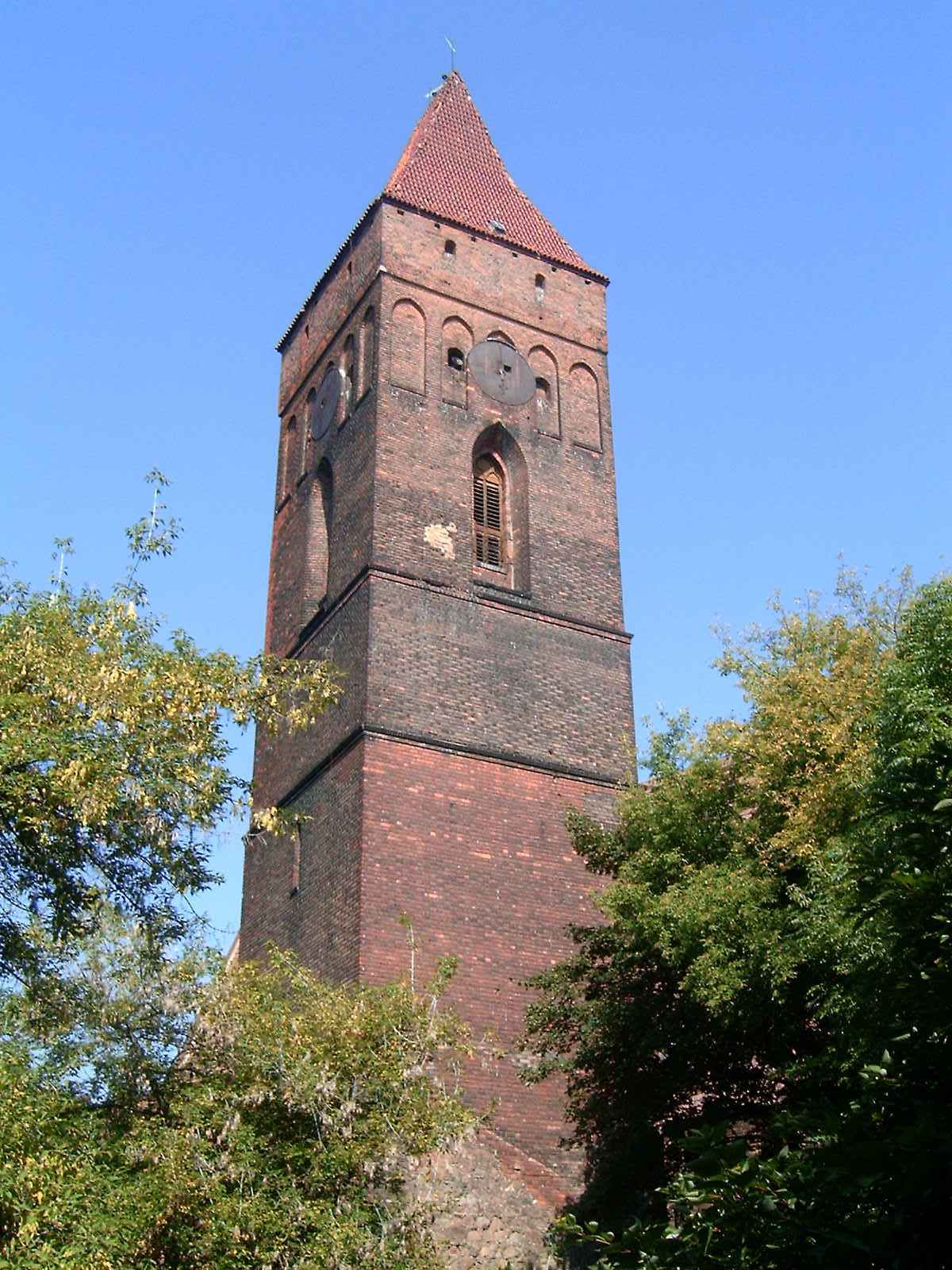
Torre fortificada de planta cuadrada de la parte sureste de la muralla, agregada a finales del siglo y transformada en un campanario

Las murallas fueron construidas de piedra triturada, cantos rodados y ladrillo, atados con mortero de cal. La parte del suelo de todo el sistema de fortificación estaba hecha de piedra mientras las partes superiores de ladrillo gótico hecho a mano, aparejo a sogas. La altura original de los muros alcanzaba entre los 4 y 5 metros y tenía 1,5 metros de grueso en la parte superior hasta los 2 metros en la parte del suelo. En el siglo xv los muros se elevaron en una media de 1 metro. Posteriormente, los agujeros en las murallas se rellenaban con ladrillos. La defensa de las murallas fue reforzada con un total de quince torres fortificadas de planta rectangular cerradas, y abiertas desde el lado de la ciudad. Las torres se encontraban a una distancia de 40 a 50 metros entre sí. Las entradas a la ciudad estaban protegidas por tres puertas: la de Głogów, Ścinawska y Wrocławska, la última llamada también Legnicka. La más fortificada era la puerta de Głogów. Ésta tenía paredes dobles y una fortificación adicional frontal con triple foso. Las otras puertas tenían paredes dobles, también reforzadas con la fortificación adicional frontal, pero con doble foso. El planeamiento del castillo, que a lo largo del tiempo estaba reconstruido y desarrollado significativamente, también fue incluido en el sistema defensivo de la ciudad. Como resultado, Lubin de entonces era una de las ciudades más fortificadas de la Silesia. En gran medida, gracias a este sistema de defensa, la ciudad fue capaz de resistir con éxito las dos invasiones de los husitas en los años 1428 y 1431. A finales del siglo xiv, en la parte sur de las murallas se rompió el portillo de la iglesia para los peatones, que conducía desde la plaza de la iglesia al cementerio trasladado fuera de las murallas. El portillo estaba asegurado con un pequeño recinto fortificado en la parte frontal y, además, reforzado por una cercana torre cuadrada que fue agregada a finales del siglo xv para luego convertirse en un campanile alto: torre campanario que superaba el templo y con el que estaba conectado por un porche de ladrillo suspendido. Originalmente, las murallas y torres apuntadas a la ciudad estaban rematadas con cresterías.  Uno de estos edificios constituye el campanario que ocupa el lugar de la torre del siglo xv. En los siglos xv y xvi, debido al uso creciente de armas de fuego y al cambio de las acciones de asedio, se modernizó y amplió el sistema de defensa existente de las murallas. Las partes superiores de las torres estuvieron equipadas con troneras para las armas de artillería mientras que detrás de las murallas se erigieron terraplenes a la tierra con un segundo foso. 
Las murallas de Lubin del siglo xiv están inscritas en el registro público de monumentos históricos.

## Estado actual
Hasta hoy en día, cerca del 70% de las antiguas murallas de la ciudad y de la parte de fortificación defensiva se han conservado en una parte significativa del casco viejo. Éstas son:
- Troneras y aspilleras de una torre ubicada en la esquina suroeste de las murallas
- Los restos de las torres originales, las dos en el segmento del sur de las murallas y otras cuatro en el segmento del norte.
- Torre fortificada de Głogów con una torre de la puerta
- Torre cuadrada junto a la iglesia, agregada a finales del siglo xv y transformada en un campanario
- Porche de ladrillo suspendido que conecta la iglesia con la antigua torre fortificada